# Tanyproctus aphodioides
Tanyproctus aphodioides är en skalbaggsart som beskrevs av Leon Fairmaire 1866. Tanyproctus aphodioides ingår i släktet Tanyproctus och familjen Melolonthidae. Inga underarter finns listade i Catalogue of Life.